# Maschinenpistole 3008
A Maschinenpistole 3008 vagy MP 3008 egy német gyártmányú szabvány géppisztoly volt, melyet a második világháború vége felé, az 1945-ös év elején gyártottak.
Ismert volt még a Volksmaschinenpistole („népgéppisztoly”) megnevezése is; tervezete a brit Sten Mk II géppisztolyon alapult, kivéve a függőleges tölténytár elhelyezést; néhány típust pisztolymarkolattal gyártottak.
Az MP 3008 egy sürgősségi intézkedés volt: akkor tervezték, amikor Németország már az összeomlás szélén állt. A nyersanyagok szinte teljes mértékben elfogytak, a németeknek keresniük kellett egy radikálisan olcsó alternatívát szabvány géppisztolyuk, az MP 40 helyett. A fegyver egy egyszerű tömegzáras, nyitott zárból tüzelő fegyver volt. Durván megmunkált, kis gépműhelyekben készült, gyakorta előforduló variációkkal. A Sten géppisztollyal ellentétben a tárat a fegyver aljába kellett illeszteni. A fogantyúk hiányoztak, a tusa a tokba tolható volt, általában háromszögletű, habár a tervezet változott, ahogy  az állapotok rosszabbodtak Németországban. Végül az utolsó fegyverek már fatusával készültek, de ezen kívül még más változatok is előfordultak.
A Gerät Potsdam, amely a Sten Mk II egy másik változata volt, és a Mauser gyártotta 1944-ben, szinte pontos mása volt a Sten géppisztolynak, magán hordozta annak gyártási jellegeit, kifejezetten azért, hogy elfedjék az eredetét a titkos hadműveletekben való bevethetőség érdekében. Hozzávetőleg 28 000 darab készült belőle.
Napjainkban, egy modern, félautomata másolata kapható, melyet a németországi Sport-Systeme Dittrich Kulmbach cég gyárt sportlövészetre.

## Fordítás
- Ez a szócikk részben vagy egészben  a   MP 3008 című angol Wikipédia-szócikk ezen változatának fordításán alapul.  Az eredeti cikk szerkesztőit annak laptörténete sorolja fel. Ez a jelzés csupán a megfogalmazás eredetét és a szerzői jogokat jelzi, nem szolgál a cikkben szereplő információk forrásmegjelöléseként.